# Crimes of Passion (muziekalbum)
Crimes of Passion is een muziekalbum met de filmmuziek gecomponeerd en uitgevoerd door Rick Wakeman met zijn toenmalige band. Wakeman schreef eerder muziek bij Ken Russells Lisztomania met bewerkte muziek van Franz Liszt. Voor deze film bewerkte hij muziek van Antonín Dvořák en wel diens negende symfonie. Wellicht schaamde Wakeman zich een beetje want de bron van de muziek wordt nergens genoemd. Het album is opgenomen in de Herne Place Studio in Sunningdale, Engeland.

## Musici
- Rick Wakeman – toetsinstrumenten
- Rick Fenn – gitaar
- Chas Cronk – basgitaar
- Bimbo Acock – saxofoon
- Tony Fernandez – slagwerk
- Maggie Bell – zang op (1) en (11)

## Tracklist
| Nr. | Titel                                    | Duur |
| --- | ---------------------------------------- | ---- |
| 1.  | It’s a lovely life (tekst Norman Gimbel) |      |
| 2.  | Eastern shadows                          |      |
| 3.  | Joanna                                   |      |
| 4.  | The stretch                              |      |
| 5.  | Policeman’s ball                         |      |
| 6.  | Stax                                     |      |
| 7.  | Taken in hand                            |      |
| 8.  | Paradise lost                            |      |
| 9.  | Naamloos (vermeld als Paridise lost)     |      |
| 10. | The box                                  |      |
| 11. | Web of love                              |      |
| 12. | Dangerous woman                          |      |

Wakeman speelde naast Kathleen Turner en Anthony Perkins zelf een klein rolletje als fotograaf in de film. De albumhoes is gelijk de poster van de film.